# سیارک ۲۸۲۹

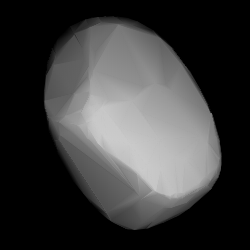
مدل سه‌بُعدی سیارک ۲۸۲۹ بر طبق منحنی نور آن

سیارک ۲۸۲۹ (به انگلیسی: 2829 Bobhope، نامگذاری:1948PK) دو هزار و هشتصد و بیست و نهمین سیارک کشف شده‌است که در ۹ اوت ۱۹۴۸ کشف شد.
قدر مطلق سیارک برابر ۱۰٫۳۰ است.